# Nicolaiți
Nicolaiții au fost o sectă creștină considerată eretică, cunoscută în orașele Efes și Pergam.
Aceasta este una din sectele eretice care a chinuit bisericile din Efes și Pergam (vezi v. 15), și probabil și din alte locuri. Irineu îi identifică pe nicolaiți cu o sectă gnostică: Ioan, ucenicul Domnului, predică această credință (divinitatea lui Hristos), și caută ca, proclamând Evanghelia, să îndepărteze rătăcirea care fusese semănată mai înainte printre oameni de către Cerintus, și cu multă vreme mai înainte de către nicolaiți, care sunt o odraslă a acelei greșit numite știință, și caută să-i convingă că nu este decât un singur Dumnezeu, care a făcut toate lucrurile prin Cuvântul Său (op. cit. iii. 11. 1; ANF, vol. 1, p. 426). Există de asemenea dovezi istorice cu privire la existența, cu aproximativ un secol mai târziu, a unei secte gnostice ai cărei adepți se numeau nicolaiți. Unii părinți bisericești care vorbesc despre această sectă (Irineu op. cit. i. 26. 3; Hippolytus Refutation of All Heresies, vii. 24) îl identifică pe fondatorul ei cu Nicolae din Antiohia, unui din cei șapte diaconi (vezi Faptele Apostolilor 6,5). Nu știm dacă tradiția cu privire la diaconul Nicolae este adevărată, dar secta aceasta poate fi aceeași cu cea menționată de Ioan. Se pare că cel puțin în secolul al II-lea adepții acestei secte susțineau că faptele trupului nu afectează curăția sufletului și deci nu au nici o legătură cu mântuirea. 